# Bonacolsi
Los Bonacolsi fue una familia señorial italiana que ejerció el Señorío en Mantua y Módena, y el poder como podestá en otros lugares. En Mantua precedió a la dinastía de los Gonzaga. 

## Orígenes
Su origen es discutido. Algunos estudiosos creen que la familia es originaria de Ferrara, pero en general parece que el origen más probable esté en Módena, donde vivía un tal Rinaldo Bonacolsi. En 1206, un hijo de este fue recompensado con la tierra de Folato, un feudo de la abadía de San Zenón de Verona. Tuvo tres hijos con los que la familia adquiere importancia: Pinamonte Bonacolsi, Bonacolsi Bonacolsi y Martín Bonacolsi:
- Pinamonte Bonacolsi, el hijo mayor, aprovechó el caos reinante en Mantua durante la Querella de las Investiduras para tejer una red de alianzas con todas las familias importantes de la ciudad y de forma pacífica logró ser nombrado Capitán General del Pueblo en 1273, con carácter hereditario. Pinamonte fue el primer señor de Mantua instaurando una dinastía que gobernaría la ciudad durante más de medio siglo hasta que los Gonzaga los desplazaron del poder.
- Bonacolso Bonacolsi, el hijo mediano, fue abad benedictino de Sant'Andrea de Mantua en 1241. Fue expulsado de Mantua en 1244 y murió en el exilio en 1249.
- Martín Bonacolsi, el hijo pequeño, fue rector de la República de Mantua en 1253. Dejó dos hijos, Bertolini (muerto después del 24 de febrero de 1303) y Castellano (muerto después del 18 de noviembre de 1308).

## Fin del poder de los Bonacolsi

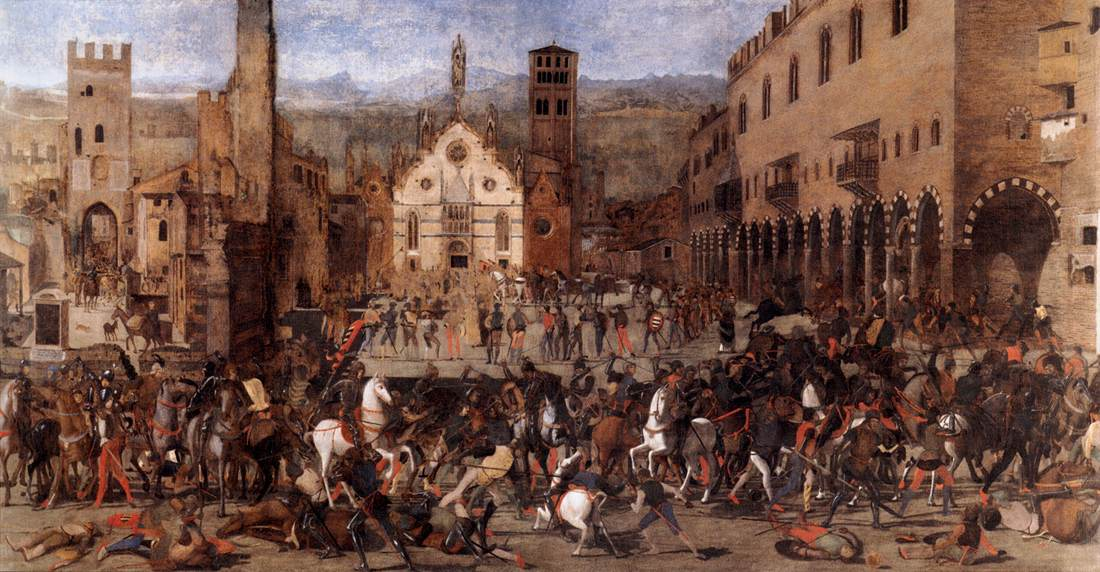
Domenico Morone, La cacciata dei Bonacolsi (Palacio Ducal de Mantua)

Entra el siglo XIV, otra familia de la ciudad comenzó a desear el poder, la Gonzaga. El 16 de agosto de 1328, Luis I Gonzaga junto a sus hijos Guido, Filippo y Feltrino, promovieron una rebelión que terminó con la caza de la familia Bonacolsi por las calles de la ciudad. Este episodio fue retratado por el pintor Domenico Morone en su obra La cacciata dei Bonacolsi (La cacería de los Bonacolsi). Desde entonces los Gonzaga gobernaron la ciudad hasta que perdió su independencia en 1708.
En aquella época los señores feudales gustaban de coleccionar curiosidades. El cadáver del último Bonacolsi, Rinaldo, fue conservado y expuesto junto a la piel de un cocodrilo, lo que se suponía el cuerno de un unicornio, la cabeza de un hombre, y otras "curiosidades" para la época más o menos macabras. La momia de Rinaldo presentaba dos horribles heridas, una en el costado y otra en el cráneo. Se la da circunstancia de que la última duquesa de Mantua, harta de guardar algo tan horrible en el palacio, decidió tirar la momia a un lago. Poco después el Ducado de Mantua desapareció y se creó la leyenda de que el último Bonacolsi salvaguardaba con su cadáver la soberanía en Mantua de la familia Gonzaga.

## Señores de Mantua de la familia Bonacolsi
- Pinamonte Bonacolsi, 1272-1291
- Bardellone Bonacolsi 1291-1299
- Guido Bonacolsi 1291-1309
- Rinaldo Bonacolsi, 1308-1328